# Vitrolles (Bouches-du-Rhône)
Vitrolles is een gemeente in het Franse departement Bouches-du-Rhône (regio Provence-Alpes-Côte d'Azur). De gemeente telde 36.612 inwoners op 1 januari 2022. De plaats maakt deel uit van het arrondissement Istres.

## Geografie
De oppervlakte van Vitrolles bedroeg op 1 januari 2022 36,58 vierkante kilometer; de bevolkingsdichtheid was toen 1.000,9 inwoners per km².
De gemeente ligt aan het Étang de Berre of het meer van Berre. De Cadière, een 13 km lange rivier die uitmondt in het meer van Bolmon in Marignane, ontspringt in Vitrolles.
Het oosten van de gemeente bestaat uit het rotsachtig Arboisplateau.
De onderstaande kaart toont de ligging van Vitrolles met de belangrijkste infrastructuur en aangrenzende gemeenten.

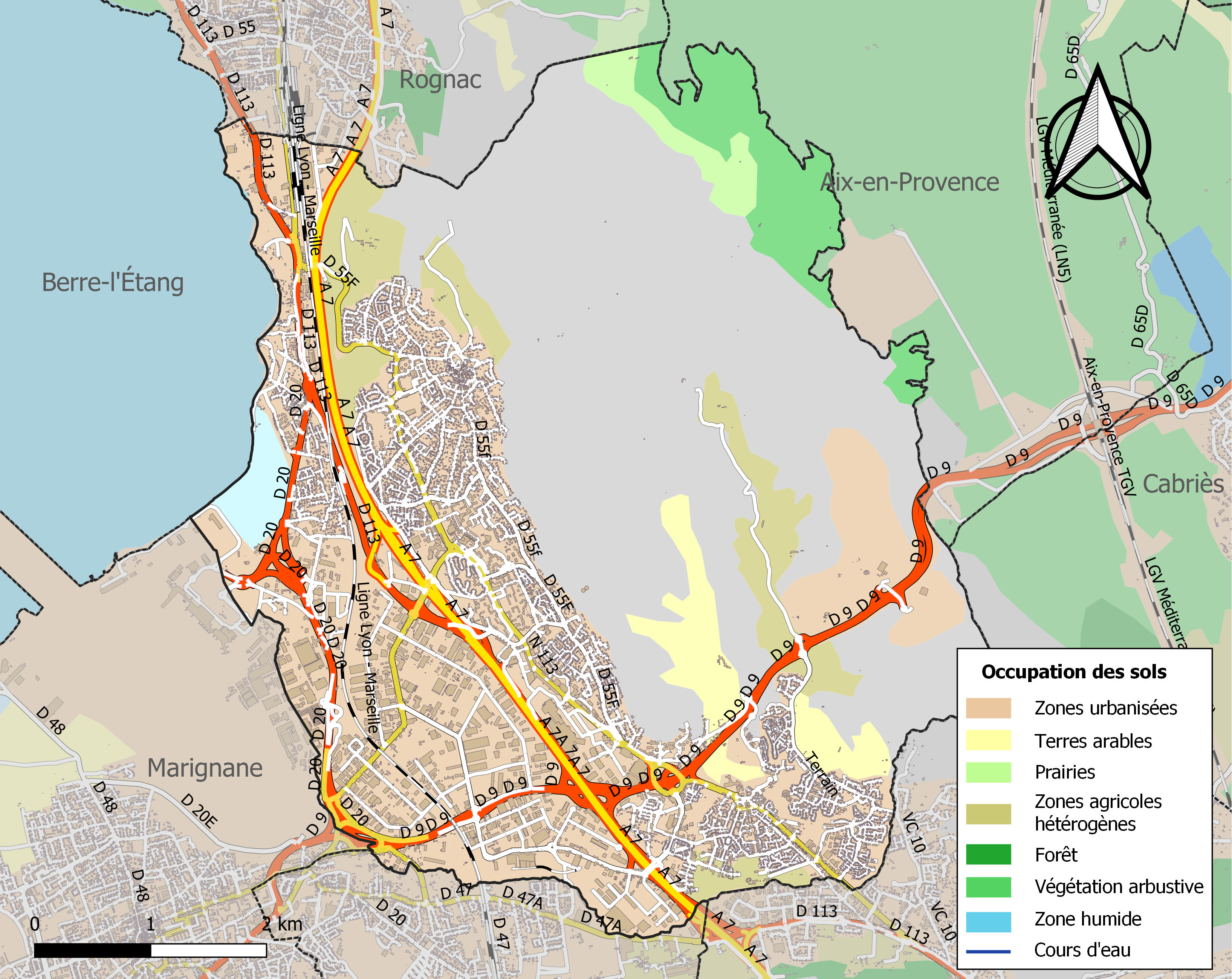

## Demografie
Onderstaande figuur toont het verloop van het inwonertal (bron: INSEE-tellingen).
Vanwege een beveiligingsprobleem met de MediaWiki Graph-software is het momenteel niet mogelijk deze grafiek weer te geven. Zodra de software is bijgewerkt zal de grafiek vanzelf weer zichtbaar worden.

## Politiek
Vitrolles heeft ook in het buitenland een zekere bekendheid verworven omdat het een tijdlang door het "rechtse" Front National bestuurd werd, een van de weinige Franse gemeenten en bovendien een middelgrote stad. Bij de gemeenteraadsverkiezingen van 1995 haalde uittredend socialistisch burgemeester Jean-Jacques Anglade het nog nipt van FN-kandidaat Bruno Mégret, die verrassend 43% haalde. De Raad van State annuleerde de uitslag omdat Mégret het toegelaten maximum aan campagnekosten had overschreden. Zijn echtgenote, Catherine Mégret kwam op in zijn plaats; zij won verrassend de herverkiezing in 1997 en werd burgemeester. Het FN-bestuur staat erom bekend dat het drastisch gesnoeid heeft in de betoelaging van allerlei culturele en sportieve verenigingen. Catherine Mégret slaagde er echter niet in de hoge financiële schuld van de stad te verminderen. Zij won wel opnieuw de verkiezingen in 2001 maar ook die werden genannuleerd en de herverkiezing in 2002 werd gewonnen door Guy Obino met 54%, zodat de stad opnieuw een PS-bestuur kreeg.

## Geschiedenis

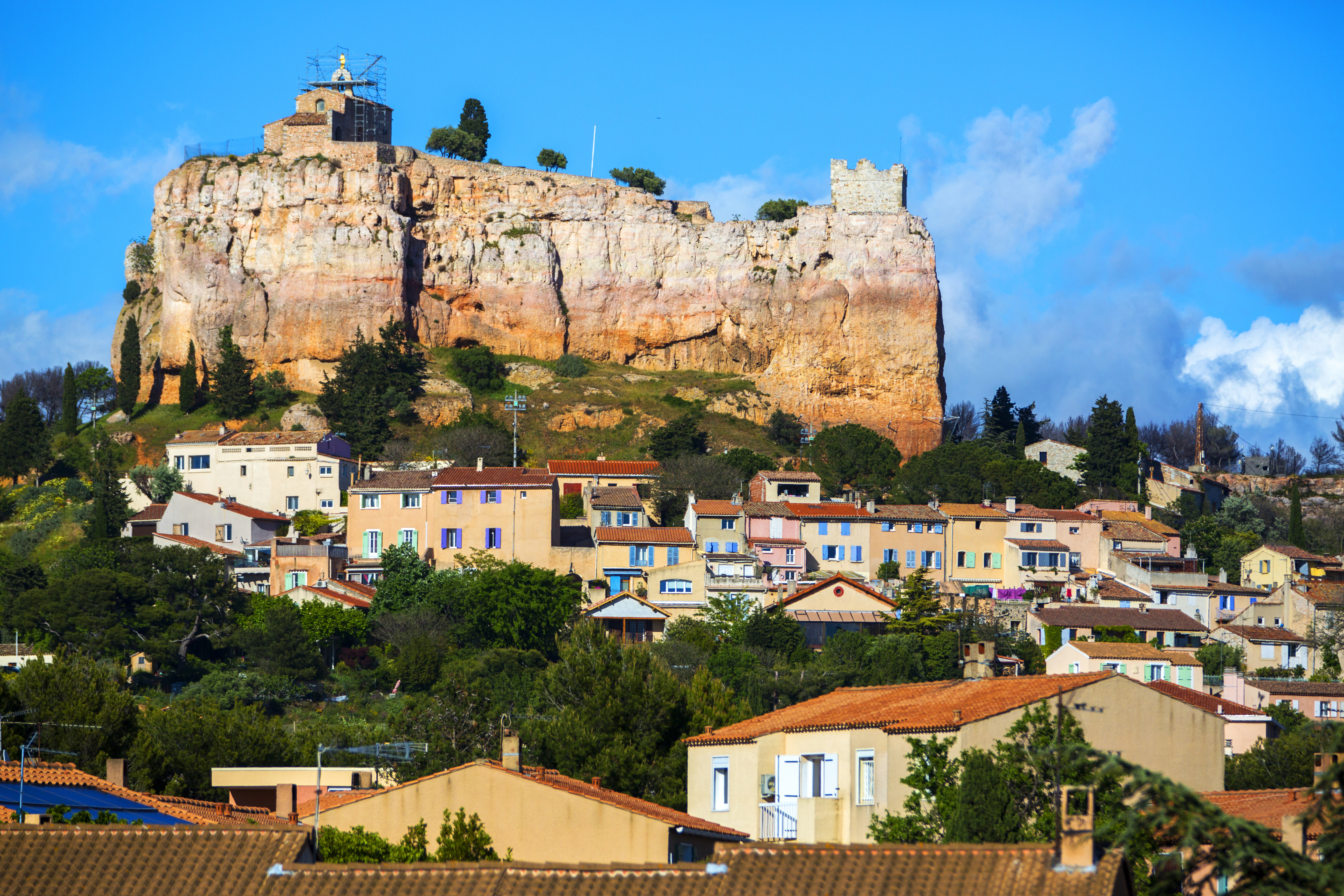
De rots boven het oude centrum, met daarop de Chapelle Notre-Dame-de-Vie en de Tour Sarrasine

Voor onze jaartelling was er een oppidum, een versterkte plaats, op de rots Castellas. Vitrolles ontstond mogelijk al in de 5e eeuw onderaan de rots. In de middeleeuwen was het een ommuurd dorp waarvan de inwoners leefden van de landbouw en de visvangst en zoutwinning op het meer van Berre. Vitrolles was een heerlijkheid en de laatste heren voor de Franse Revolutie waren de markiezen van Covet. In de 18e eeuw groeide Vitrolles buiten de stadsmuren langs de wegen naar Marseille en Aix-en-Provence.
Tot de jaren 1950 was Vitrolles een groot dorp. In de jaren 1960 kwamen er industriezones en hoogbouw.

## Bezienswaardigheden
- Tour Sarrasine (11e eeuw)
- Chapelle Notre-Dame-de-Vie
- Porte Notre-Dame, oude stadspoort die 1883 dienst deed als gemeentehuis
- Kerk Saint-Gérard (1744)

## Verkeer en vervoer

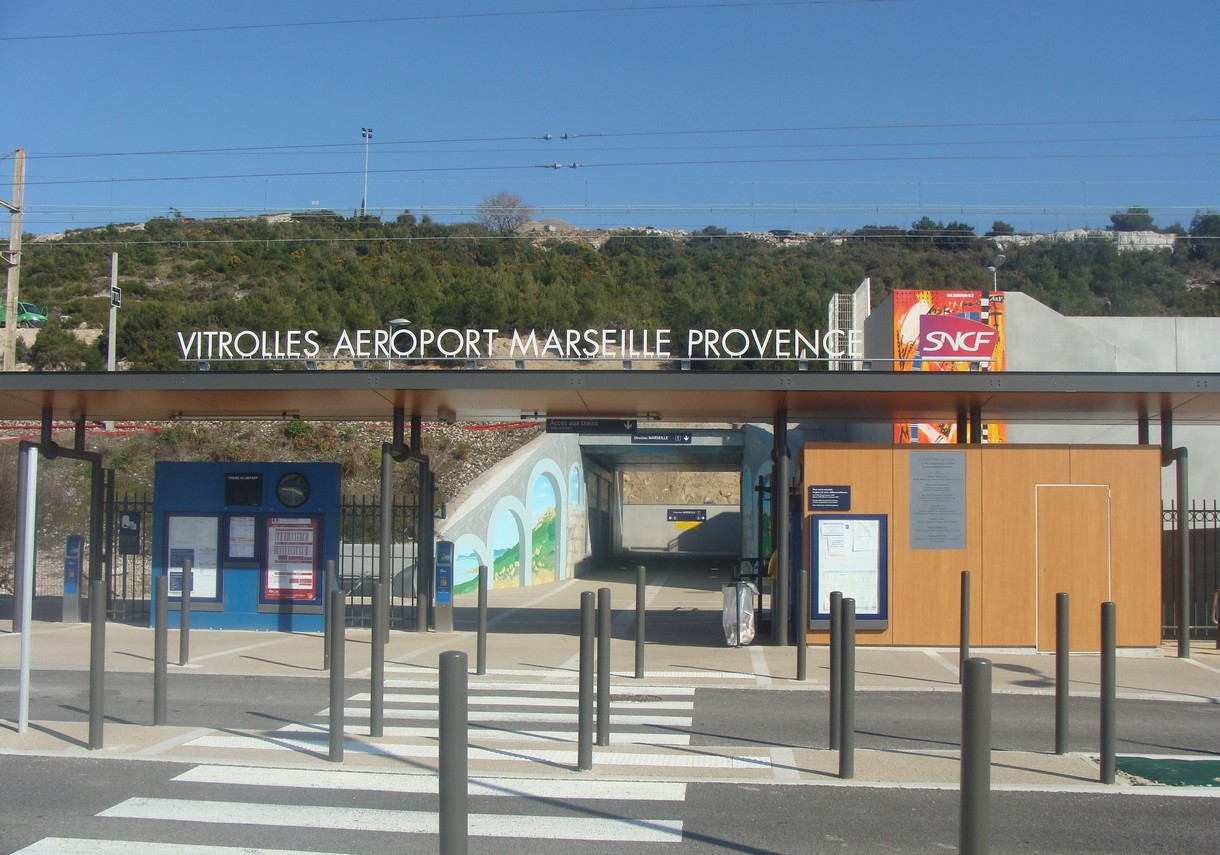
Station Vitrolles Aéroport Marseille Provence

In de gemeente ligt het Station Vitrolles Aéroport Marseille Provence.
De autosnelweg A7 loopt door de gemeente.